# Kościół Narodzenia Najświętszej Marii Panny w Jazowsku
Kościół pw. Narodzenia Najświętszej Marii Panny w Jazowsku – rzymskokatolicki kościół parafialny we wsi Jazowsko w gminie Łącko (powiat nowosądecki), wybudowany w stylu późnobarokowym. Wpisany do rejestru zabytków w 1971 roku.

## Historia
Powstanie rzymskokatolickiej parafii w Jazowsku, a także budowę pierwszego kościoła, datuje się zazwyczaj na drugą połowę XIII wieku. Według miejscowych legend fundatorką świątyni miała być Święta Kinga – żona polskiego władcy, Bolesława V Wstydliwego. Prawdziwość owych legend podają jednak w wątpliwość historycy, którzy skłaniają się raczej ku tezie, iż pierwszy kościół w Jazowsku powstał w wyniku fundacji rycerskiej. O świątyni tej wspominał kronikarz Jan Długosz w spisie Liber beneficiorum dioecesis Cracoviensis. Wynika z niego, że w Jazowsku znajdował się drewniany kościół pod wezwaniem Narodzenia Świętej Maryi. Źródła z 1608 roku informują, że świątynia była postawiona „na wysokiej skale”. Pierwszy kościół w Jazowsku nie przetrwał do czasów współczesnych. Najprawdopodobniej uległ zniszczeniu na skutek pożaru.
Świątynia w swym dzisiejszym kształcie powstała w dużej mierze dzięki wysiłkom ks. proboszcza Jana Owsińskiego. Pochodził on z miejscowej rodziny chłopskiej, a funkcję proboszcza parafii jazowskiej objął w 1696 roku. Na początku XVIII wieku ks. Owsiński przystąpił do budowy nowego, murowanego kościoła – nie szczędząc przy tym na ten cel swoich prywatnych funduszy. Kościół stanął w 1717 roku. Jego konsekracja miała miejsce 24 sierpnia 1740 roku (trzynaście lat po śmierci ks. Owsińskiego). Dokonał jej ks. biskup Michał Ignacy Kunicki, sufragan krakowski.
Przez wieki Jazowsko stanowiło ważny ośrodek kultu maryjnego. Fakt ten należy wiązać ze znajdującym się tam XV-wiecznym obrazem Matki Boskiej Szkaplerznej, za którego sprawą wierni mieli otrzymywać rozliczne łaski. Do Jazowska przez wieki przybywały pielgrzymki z pobliskiego Podhala, a nawet z Węgier i Słowacji (ostatnia pielgrzymka ze Słowacji do Jazowska miała miejsce w 1938). Od 1954 roku kościół w Jazowsku posiada status sanktuarium maryjnego.
16 kwietnia 1971 kościół parafialny w Jazowsku został wpisany do rejestru zabytków pod nrumerem 258.

## Architektura świątyni
Kościół późnobarokowy, murowany, jednonawowy z nawą, prezbiterium, kruchtą, wieżą i zakrystią. Nie posiada podziemi.
Kościół jest orientowany. Jego front stanowi wieża, która przylega do nawy od strony zachodniej i dominuje nad całą budowlą. Od strony południowej, na całej długości nawy, mieści się przybudówka. Od strony północnej do nawy przylega kruchta, będąca pozostałością po dawnej drewnianej kaplicy, stojącej w tym miejscu jeszcze przed wybudowaniem świątyni (prawdopodobnie od 1665). Po bokach kruchty znajdują się kaplica i przedsionek. Na prawo od prezbiterium zlokalizowana jest zakrystia, a nad nią skarbiec. Na zewnątrz nawa jest oszkarpowana. Znajduje się nad nią niewielka wieżyczka (wieloboczna z latarnią). Kościół posiada trzy portale – jeden w stylu renesansowym z XVI wieku, a dwa z XVII wieku. Wnętrze kościoła urządzone jest w stylu późnobarokowym z chórem muzycznym.
Wieża (dzwonnica) jest zwarta, kwadratowa, konstrukcji słupowej. Wieńczy ją hełm baniasty (cebulasty) z latarnią i krzyżem na szczycie. Wewnątrz znajdują się trzy dzwony, noszące nazwy „Maryja”, „Jan” i „Piotr”.
Wymiary świątyni są następujące: długość – 33 metry od progu do apsydy; szerokość – 980 centymetrów; wysokość – 10 metrów w nawie i 830 centymetrów w prezbiterium.

## Elementy wyposażenia
Za najważniejsze elementy wyposażenia kościoła uznawane są:
- Ołtarz główny – drewniany, złocony, w stylu późnobarokowym (z ok. 1726 roku). W centralnym miejscu znajduje się „słynący łaskami” obraz Matki Boskiej Szkaplerznej;
- Ołtarz boczny z lewej strony – drewniany, złocony, polichromowany, w stylu późnobarokowym (z ok. 1726 roku). W centralnym miejscu znajduje się obraz Najświętszego Serca Jezusa z przełomu XIX i XX wieku. W zwieńczeniu ołtarza znajduje się gwiazda z elementów ornamentacyjnych, a w jej środku XVIII-wieczny obraz (tondo) przedstawiający św. Jana Kantego;
- Ołtarz boczny z prawej strony – drewniany, złocony, polichromowany, w stylu późnobarokowym (z ok. 1726 roku). W centralnym miejscu znajduje się obraz przedstawiający śmierć św. Józefa. W zwieńczeniu ołtarza znajduje się gwiazda, a w jej środku obraz (tondo) przedstawiający św. Jana Nepomucena. Oba obrazy pochodzą z XVIII wieku i reprezentują styl barokowy;
- Ołtarz w nawie głównej (dawny ołtarz główny) – drewniany, złocony, polichromowany, w stylu późnorenesansowym (z 1621 roku). Jest bogato udekorowany w stylu manieryzmu niderlandzkiego;
- Ołtarz w kaplicy bocznej (południowej) – drewniany, złocony, polichromowany, w stylu późnorenesansowym (z ok. 1650 roku);
- Ołtarz w kaplicy bocznej (północnej) – prowizoryczny, z posągiem Pietà;
- Ołtarz soborowy – marmurowy, z lat 70. XX wieku;
- Obraz Matki Boskiej z Dzieciątkiem – tablicowy, namalowany w stylu późnogotyckim (druga połowa XV wieku), „słynący łaskami”. Przedstawia Matkę Bożą z Dzieciątkiem w typie Madonny z Doudlebów (w Polsce zwany Matką Boską Piekarską). Znajduje się w centralnym miejscu ołtarza głównego;
- Obraz Opłakiwania – namalowany w stylu późnorenesansowym (z ok. 1621 roku);
- Obraz przedstawiający modlitwę Jezusa w Ogrójcu – namalowany w stylu późnorenesansowym (z ok. 1621 roku);
- Obrazy św. Mateusza, Marka, Łukasza i Jana – namalowane w stylu późnorenesansowym (z ok. 1650 roku). Znajdują się w ołtarzu w kaplicy bocznej (południowej);
- Obraz Przemienienia Pańskiego – współczesny;
- Obraz Miłosierdzia Bożego – współczesny;
- Organy – dwunastogłosowe;
- Rzeźba św. Jana Nepomucena – drewniana, polichromowana, wykonana w stylu późnobarokowym (XVIII wiek);
- Rzeźba Matki Boskiej w Glorii – drewniana, złocona, polichromowana, wykonana w stylu późnobarokowym (z ok. 1726 roku);
- Rzeźby św. Wojciecha i św. Stanisława w ołtarzu głównym – drewniane, złocone, polichromowane, wykonane w stylu późnobarokowym (z ok. 1726 roku);
- Grupa Ukrzyżowania – rzeźba drewniana, w stylu barokowo-ludowym, pochodząca najprawdopodobniej z drugiej połowy XVII wieku. Znajduje się na zewnątrz kościoła;
- Ambona – drewniana, złocona, polichromowana, w stylu rokokowym (z ok. 1726 roku);
- Chrzcielnica – wykonana z piaskowca, w stylu późnobarokowym (koniec XVIII wieku);
- Epitafium ku pamięci rodziców ks. proboszcza Jana Berdychowskiego (XIX wiek);
- Naczynia liturgiczne – zabytkowe, z XVIII wieku (dzbanuszek cynowy) i XIX wieku (puszka).